# Villanueva del Rebollar
Villanueva del Rebollar es un municipio y localidad española en la comarca de Tierra de Campos de la provincia de Palencia, comunidad autónoma de Castilla y León.

## Historia

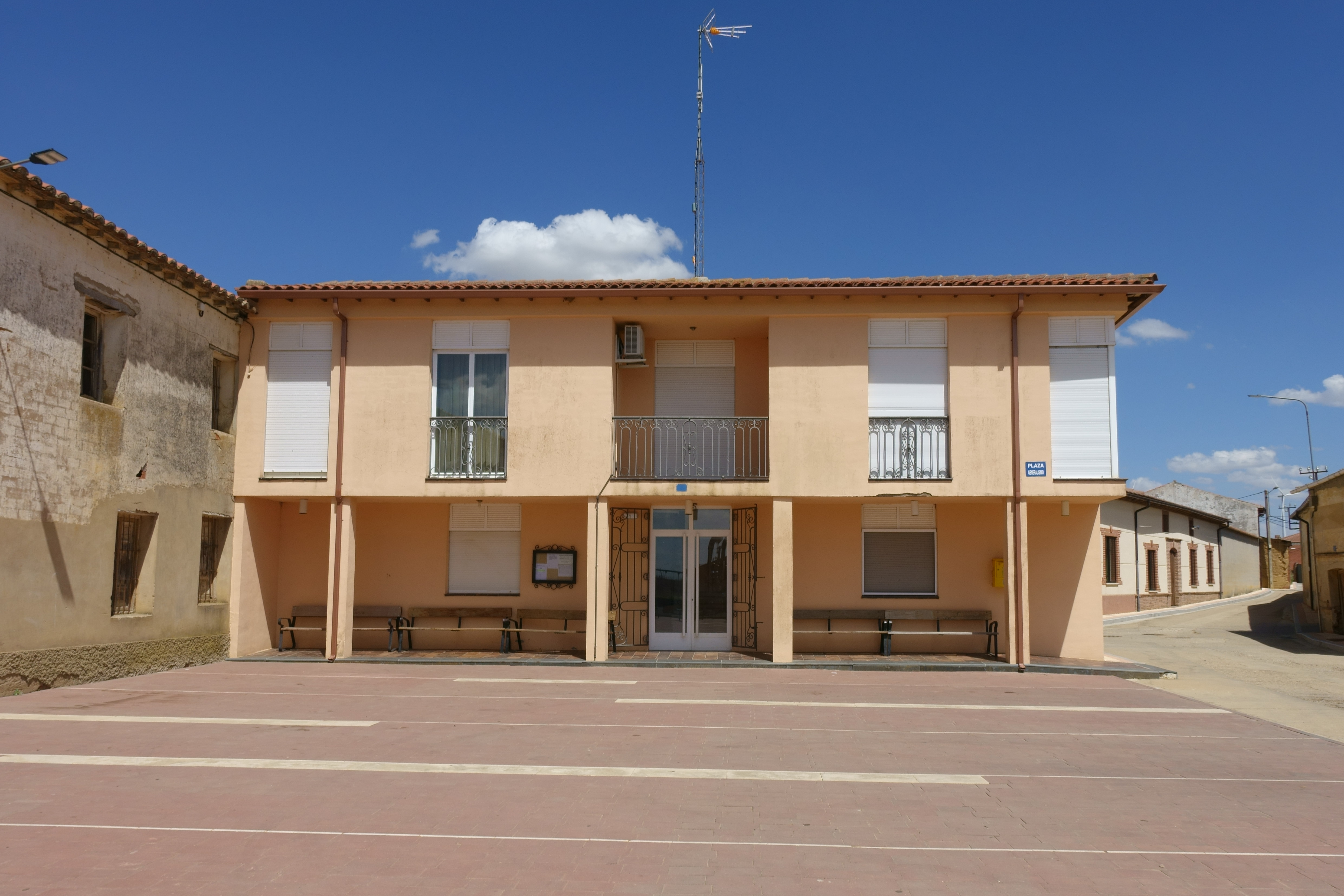
Casa consistorial

La localidad fue señorío de Don Rodrigo Manrique, en el siglo XV.

## Demografía
Cuenta con una población de 67 habitantes (INE 2024).
| Gráfica de evolución demográfica de Villanueva del Rebollar entre 1842 y 2021                                         |
| |
| Población de derecho según los censos de población del INE. Población de hecho según los censos de población del INE. |

## Enlaces externos

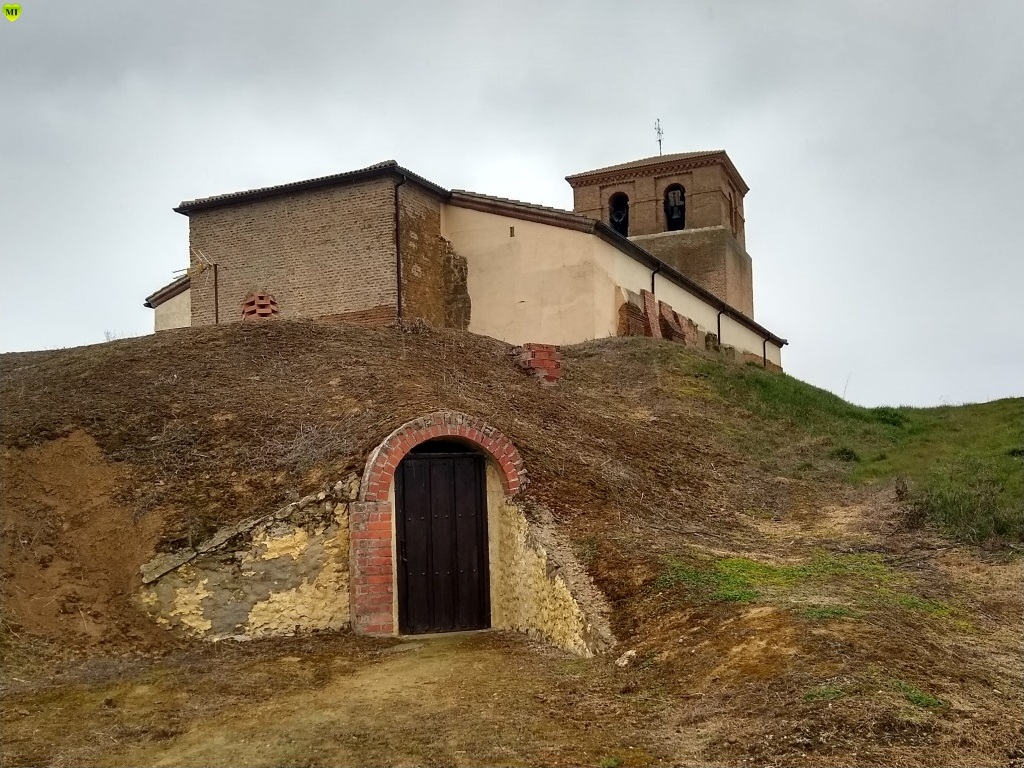
Bodega e iglesia parroquial